# Primera dama o primer caballero de México
La primera dama de México era la denominación no oficial que se otorgaba tradicionalmente a la esposa del presidente de México, sin que fuera un cargo con funciones legales, sueldo o responsabilidades formales. Aunque su papel consistía mayormente en actos protocolarios, ceremoniales y actividades benéficas, no tenía autoridad ni reconocimiento oficial. El único documento legal que mencionaba a la esposa del presidente de México era el reglamento del Estado Mayor Presidencial, que en su artículo 23 establecía la Sección Sexta, encargada de coordinar y supervisar las actividades públicas de la cónyuge del mandatario. Sin embargo, esta referencia tenía fines puramente organizativos y no otorgaba reconocimiento oficial, facultades o privilegios especiales a quien ostentaba esa denominación.
La ex primera dama que falleció más recientemente fue Paloma Cordero, esposa de Miguel de la Madrid, quien murió el 11 de mayo de 2020.
El título está en desuso desde 2018.

## Historia
El origen del término «Primera Dama» está situado en Estados Unidos, aunque las fuentes difieren del momento y personaje exacto que empezó a usar la denominación, se refiere al último cuarto del siglo XIX cuando su uso se generalizó. En México, las esposas de los presidentes pasaron prácticamente desapercibidas durante la mayor parte del siglo XIX, incluso los datos biográficos de varias cónyuges son difusos. La primera que tuvo un rol protagónico en el entorno protocolario de un mandatario, fue Dolores Tosta de López de Santa Anna durante el último mandato de este (1853-1855); posteriormente serían relevantes al entrelazarse sus biografías con los periodos de gobierno de sus maridos, Margarita Maza (1858-1872) y Carmen Romero Rubio (1884-1911). Sin embargo el registro más antiguo del uso del término y el ejercicio del rol protocolario en México, sería con Sara Pérez Romero (1911-1913).
Dado que el rol de primera dama no tenía carácter oficial en México, sus funciones se definieron con el tiempo por costumbre e influencia de otros países. Entre las principales actividades que realizaba se incluían asistir a reuniones, ceremonias y eventos oficiales, tanto nacionales como internacionales. También podía representar al presidente en algunos compromisos, inaugurar escuelas y hospitales, supervisar programas de asistencia social, y participar activamente en obras humanitarias o de caridad, estableciéndose así como una figura de apoyo en el ámbito social y protocolario.
Tradicionalmente, el rol fue desempeñado por la esposa del presidente, pero no siempre fue así. En algunos casos, cuando el presidente era viudo, soltero o su cónyuge no podía cumplir con las responsabilidades del puesto, otras mujeres de la familia asumían el papel. Ejemplos notables incluyen a Hortensia Elías Calles, hija de Plutarco Elías Calles, y Guadalupe Díaz Ordaz Borja, hija de Gustavo Díaz Ordaz.[cita requerida]
Desde 1977, la primera dama solía encargar de la dirección del Sistema Nacional para el Desarrollo Integral de la Familia (DIF), aunque en el mandato de Vicente Fox, su esposa Marta Sahagún fundó su propia organización filantrópica «Vamos México». En 2018, Margarita Zavala se destacó como la única primera dama que ha sido un activo político, sirviendo un período en el Congreso de la Unión y siendo precandidata presidencial en las elecciones federales de 2018.
El título está en desuso desde 2018 debido a que Beatriz Gutiérrez Müller, esposa del entonces presidente Andrés Manuel López Obrador, rechazó el uso del término de primera dama por motivos ideológicos, optando por no asumir este rol protocolario ni ocupar ningún privilegio asociado a este. En 2024, Jesús María Tarriba declinó el uso del título, aunque pasó a llamarse extraoficialmente primer caballero al ser marido de la presidenta Claudia Sheinbaum.